# Вага, Вольдемар Янович
Вольдемар Янович Вага (эст. Voldemar Vaga, 29 июня 1899, Ревель — 22 февраля 1999, Тарту) — эстонский историк искусства и архитектуры, педагог, доктор искусствоведения. Почётный гражданин Тарту (1993).

## Биография
Учился в Гимназии Николая I (1910—1917) в Ревеле.
В 1913—1914 годах учился на курсах рисования при Эстонском художественном обществе, в 1918—1919 годах — в школе-студии Антса Лайкмаа.
В 1917 году — сотрудник ревельской милиции, близорукость и слабые легкие не позволяли ему мобилизоваться в армию. Затем до 1920 года работал в конторе. Изучал историю искусства в Тартуском университете у профессора Хельге Челлина, окончил университет в 1926 году и получил степень магистра за работу «Die Architekten der Dorpater Universität». С 1923 года работал в отделе истории искусств Тартуского университета. Стажировался с 1928 по 1929 год в Сорбонне в Париже. С 1933 по 1937 год был редактором художественного отдела Эстонской энциклопедии. С 1925 по 1940 год читал лекции в Художественном колледже Паллас. С 1944 по 1969 год преподавал в Тартуском государственном университете, с 1944 по 1950 год заведовал кафедрой истории эстонского и всеобщего искусства.
В 1964 году защитил докторскую диссертацию на тему «Средневековая архитектура Эстонии» в Художественном институте им. И. Репина в Ленинграде.
Вошёл в составленный в 1999 году по результатам письменного и онлайн-голосования список 100 великих деятелей Эстонии XX века.
Братья Вольдемара тоже стали известными учёными — Август Вага специализировался в биологии, Альфред Вага — историк искусства. В молодые годы Вольдемар хотел стать художником, но, по его словам, «начал заниматься историей искусства, потому что карьера художника казалась сложной, а жить и зарабатывать деньги картинами было безнадежно». Любимым жанром Вольдемара Ваги были виды на город и пейзажи. Создал акварели и множество карандашных рисунков, запечатлев виды Таллина, Парижа и других мест Эстонии, Латвии, Германии, Бельгии и Франции. В 1984 году обзорная выставка его работ прошла в Эстонском художественном музее, а в 1985 году он выставлялся в Тартуском доме художников и на осенних выставках в Таллине и Тарту. Работы Вольдемара Ваги есть в коллекции Эстонского и Тартуского художественных музеев.

## Награды
- Орден Белой звезды III степени (1999)[4]
- Офицер ордена «За заслуги» (1993, Франция)[5]